# Хлорид
Хлоридите са съединения на хлора Cl(I) с всички елементи с изключение на благородните газове.
Хлоридите на по-електроположителните елементи са с йонна химична връзка, а по-електроотрицателните хлориди имат ковалентна полярна химична връзка. Получават се при взаимодействие на метал с хлор или със солна киселина. Хлоридните йони са изключително полезни и нужни на човешкия организъм.
Хлорът е силно задушлив газ, но това свойство не е присъщо за съединенията му, които са твърди йоннокристални вещества.